# Otira aquilonaria
Otira aquilonaria är en spindelart som beskrevs av Davies 1986. Otira aquilonaria ingår i släktet Otira och familjen mörkerspindlar.
Artens utbredningsområde är Queensland. Inga underarter finns listade i Catalogue of Life.